# Ballószög megállóhely
Ballószög megállóhely a MÁV üzemeltetésében lévő Fülöpszállás–Kecskemét-vasútvonal megszűnt vasúti megállóhelye a Bács-Kiskun vármegyei Ballószögön. A forgalom 2007-ben szűnt meg.

## Kapcsolódó állomások
A vasútállomáshoz az alábbi állomások vannak a legközelebb:
- Helvécia vasútállomás (Kecskemét vasútállomás, Fülöpszállás–Kecskemét-vasútvonal)
- Köncsög megállóhely (Fülöpszállás vasútállomás, Fülöpszállás–Kecskemét-vasútvonal)